# Tapete de Kashmar

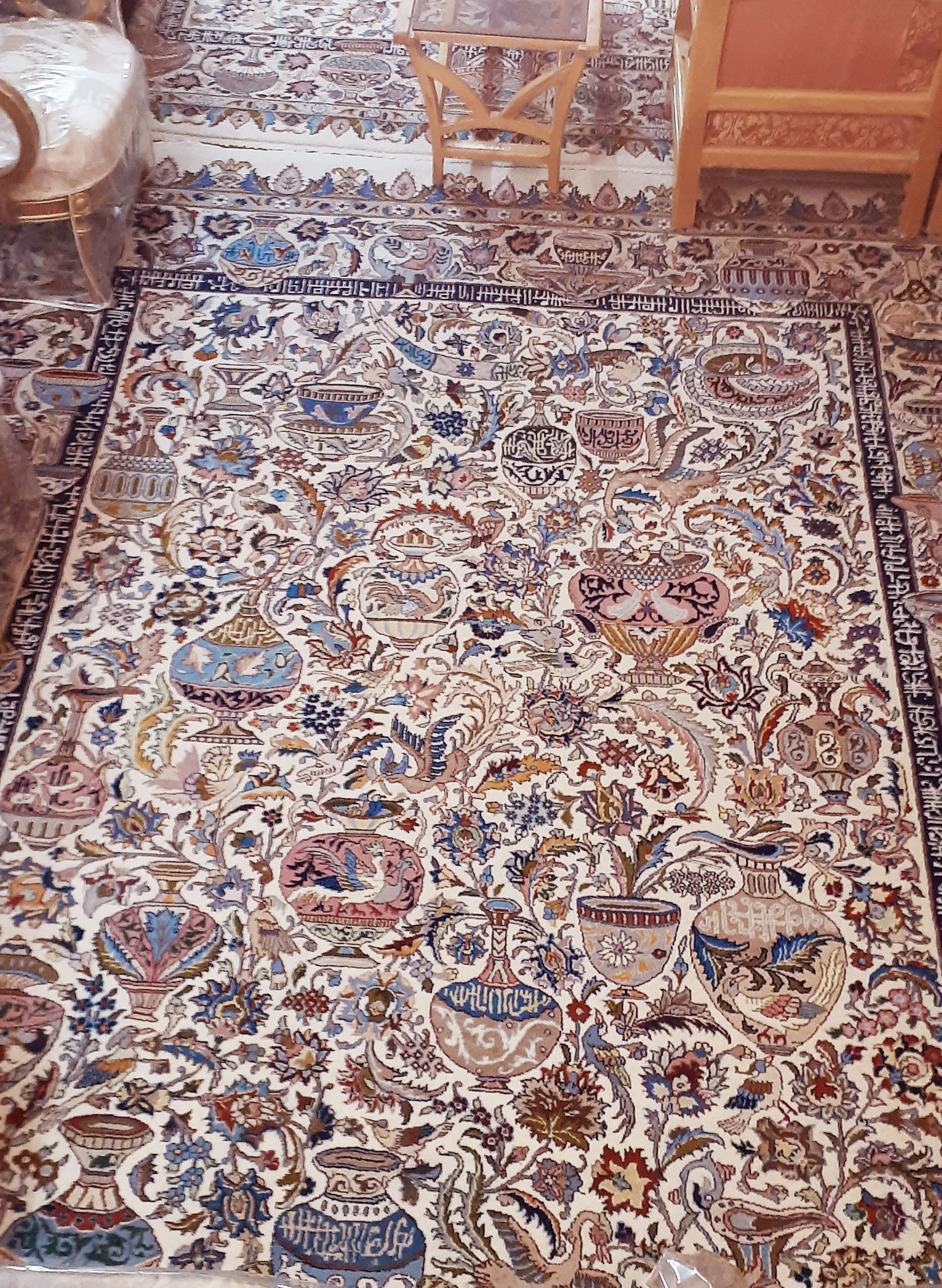
Tapete de Kashmar

O Tapete de Kashmar (persa: قالی کاشمر) é um Tapete persa regional com o nome de sua origem, a cidade de Kashmar, que é produzida em todo o condado de Kashmar. Os tapetes Kashmar são feitos à mão e geralmente estão disponíveis com desenhos de paisagem e caça.